# Preibero
Preibero o preibérico es la denominación historiográfica del sustrato cultural de la península ibérica anterior a la formación del complejo fenómeno de la cultura ibérica en los pueblos prerromanos de las zonas meridional y oriental de esta.
Cronológicamente correspondería al II milenio a. C., durante las primeras fases de la Edad de los Metales: el Calcolítico (cultura de Los Millares, vaso campaniforme, megalitismo) y especialmente, el Bronce (El Argar, Las Motillas). A la Edad del Hierro (comienzos del I milenio a. C.) corresponde la formación de lo ibérico junto con otros entornos culturales de definición igualmente problemática, como Tartessos, ya en un entorno protohistórico en el que la influencia de los pueblos colonizadores del Mediterráneo oriental fue decisiva, mientras que el centro, norte y oeste de la Península entraba en el ámbito cultural celta.
La identificación con lo ibérico o lo preibérico de los vascones y su lengua se basa en argumentos filológicos (el euskera es la única de las lenguas preindoeuropeas que ha sobrevivido en Europa Occidental).